# Deutsche Märchenstraße

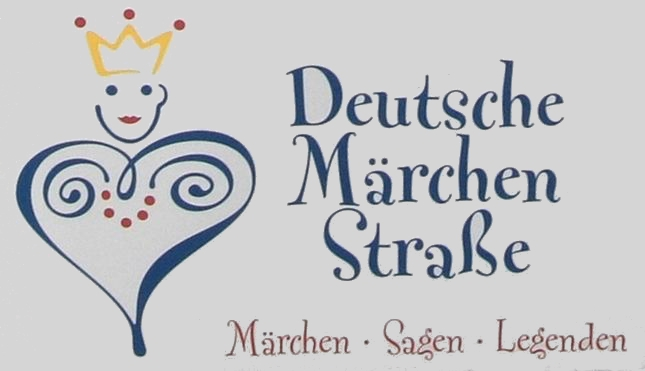

De Deutsche Märchenstraße is een toeristische autoroute in Duitsland. De bewegwijzerde route van ongeveer 600 kilometer loopt door verschillende plaatsen te maken hebben met Duitse sprookjes en sagen in Bremen, Hessen, Nedersaksen, Noordrijn-Westfalen en Thüringen. De route loopt van Hanau tot Bremen.